# Cannomois parviflora
Cannomois parviflora là một loài thực vật có hoa trong họ Restionaceae. Loài này được (Thunb.) Pillans mô tả khoa học đầu tiên năm 1928.